# Farforth cum Maidenwell

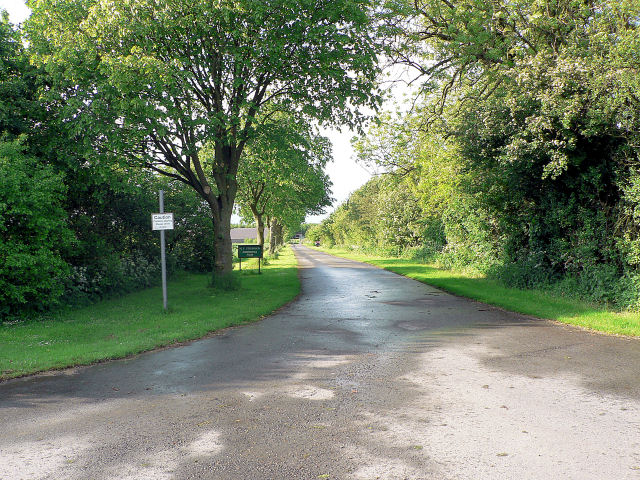
Maidenwell

Farforth cum Maidenwell var en civil parish fram till 1936 då den blev en del av Maidenwell, i grevskapet Lincolnshire, i England. Civil parish var belägen 8 km från Louth och hade 96 invånare år 1931.